# ژوکوواتس
ژوکوواتس (به صربی: Žukovac) یک منطقهٔ مسکونی در صربستان است که در کنگاژواتس واقع شده‌است. ژوکوواتس ۱۱۴ نفر جمعیت دارد.